# Вітебська ГЕС
Вітебська ГЕС (біл. Віцебская ГЭС) — гідроелектростанція в Білорусі на річці Західна Двіна, поблизу Вітебська. Найбільша ГЕС в Республіці Білорусь.

## Опис конструкції
Вітебська ГЕС є типовою русловою низьконапірною гідроелектростанцію, що має у своєму складі бетонну водоскидну греблю, ґрунтову насипну греблю, будівлю ГЕС, однокамерний однонитковий судноплавний шлюз, розподільний пристрій.
Проектна потужність ГЕС — 40 МВт, середньорічне вироблення — 138 млн кВт · год. У будівлі ГЕС встановлено чотири горизонтальних капсульних гідроагрегати (діаметр робочого колеса — 3,95 м) потужністю по 10 МВт. Підпірні споруди ГЕС утворюють водосховище площею 8,82 км² і об'ємом 4,1 млн м³, максимальною шириною 420 м і максимальною глибиною 14 м.